# Cheng Ran
Cheng Ran (Pekín, China, 1991) es un gimnasta artístico chino, campeón mundial en 2014 en el concurso por equipos.

## 2014
En el Mundial celebrado en Nanning (China) consigue el oro en el concurso por equipos —China queda por delante de Japón y Estados Unidos; sus compañeros de equipo son: Deng Shudi, Lin Chaopan, Liu Yang, You Hao, Liu Rongbing y Zhang Chenglong.